# Frauenkloster Münsterschwarzach

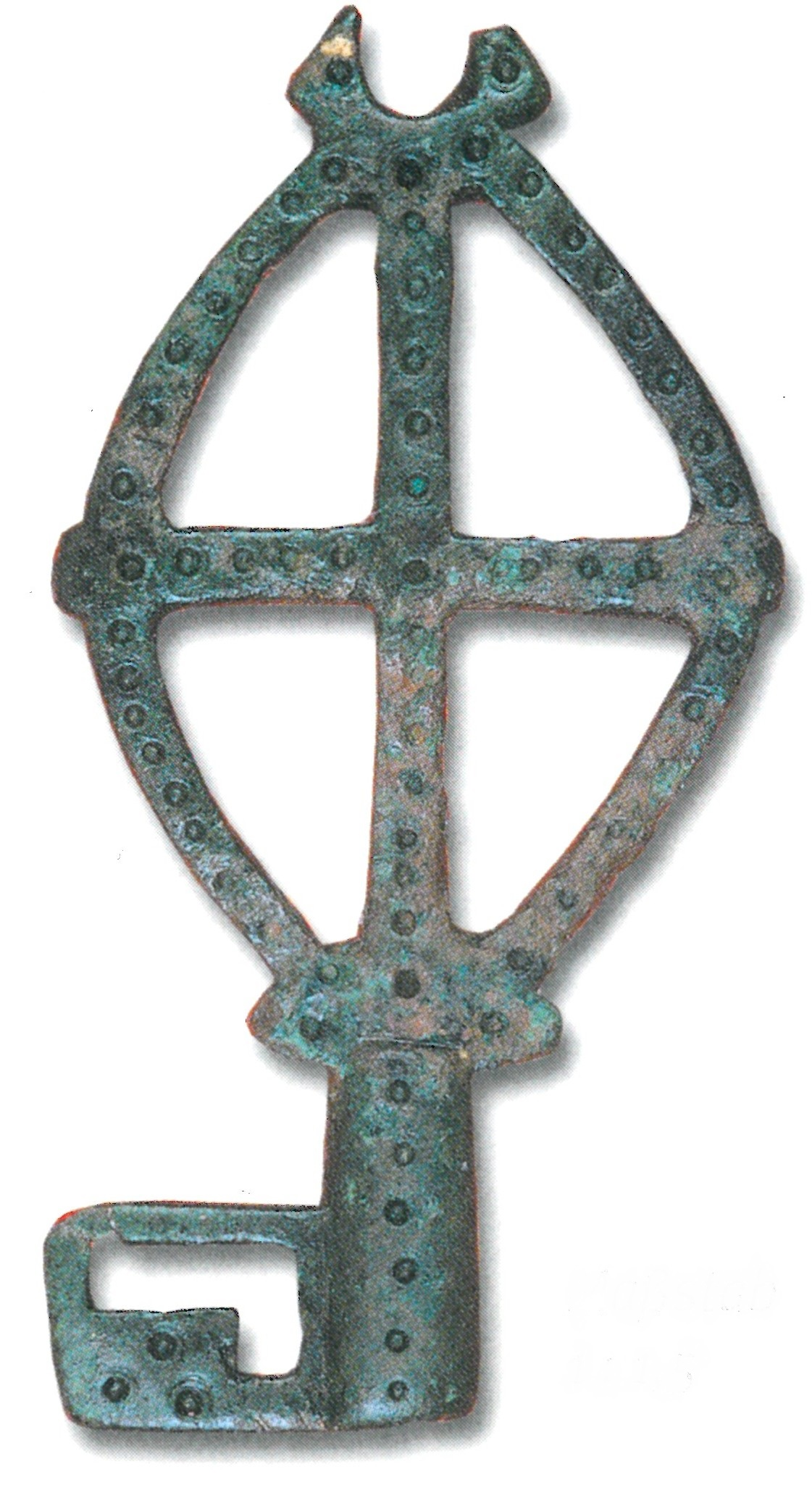
Ein 1939 ausgegrabener Schlüssel aus dem 8. oder 9. Jahrhundert gilt als der einzige erhaltene Überrest des Frauenklosters

Das Frauenkloster Münsterschwarzach (auch Kloster Frauenschwarzach, Eigenbezeichnungen Monasterium Suuarzaha, Suarizaha) war ein frühmittelalterliches Kloster und die Vorgängerinstitution des Benediktinerklosters Münsterschwarzach. Es wurde wohl in der zweiten Hälfte des 8. Jahrhunderts gegründet und um 877 verlassen.

## Geografische Lage
Die geografische Lage des ehemaligen Klosters kann heute, insbesondere durch archäologische Funde, zweifelsfrei nachvollzogen werden. Bis in die 1990er Jahre war die Lage der Frauenabtei allerdings umstritten. Zumeist wurde das Kloster im Areal der mittelalterlichen Stadt Schwarzach, also südlich der heutigen Klosteranlage lokalisiert. Sie soll an der Stelle der späteren Heiligkreuzkirche auf dem „Kirchberg“ gelegen haben.
Bereits 1935 grub man die im Zuge des Baus der Boßlet-Kirche unterhalb des heutigen Abteigeländes Grundmauern einer Klosterkirche aus, identifizierte diese jedoch mit dem Bau des Männerklosters, das aus dem Kloster Megingaudshausen hervorgegangen war. Vor allem der ausgegrabene Rundturm, der ein später angebrachtes Querhaus durchschnitt, wird heute allerdings als Überrest des Frauenklosters angesprochen. Die Klosterkirche lag damit im Gebiet des heutigen Klausurgartens südlich der heutigen. Seit 1999 lässt sich der Grundriss der ersten Kirche bestimmen.

## Geschichte

### Mattonisches Eigenkloster
Die Geschichte des Klosters ist eng mit dem karolingischen Herrscherhaus verbunden. Während die ältere Literatur noch Karl den Großen direkt als Gründer Frauenschwarzachs ausmacht und die Gründung als karolingisches Damenstift bezeichnet, verzichtet die neuere Literatur auf diese Zuschreibung, da Karl nie als Klostergründer in Erscheinung trat. Stattdessen wurden nun Mitglieder der ostfränkischen Adelsfamilie der Mattonen als Gründersippe ins Gespräch gebracht. Büll verweist auf die Schwester des Würzburger Bischofs Megingoz, Hruadlaug, die wohl als erste Äbtissin einer „Casa sanctae Mariae“ (lat. Haus der heiligen Maria) 762/763 vorgestanden hat.
Hruadlaug könnte die adelige Klostergründung, die den Mattonen dazu diente ihre zweitgeborenen Töchter zu versorgen, an ihre Nichte Juliana übergeben haben. Juliana war die Tochter des Matto und eine Schwester des ebenfalls als Klostergründer auftretenden Megingaud des Jüngeren. Sie übergab zusammen mit ihren Brüdern das Klösterchen Wenkheim an die Abtei Fulda. In der zugehörigen Urkunde wurde allerdings darauf verwiesen, dass dieses Kloster nicht der Sitz der Äbtissin Juliana war. Büll weist dagegen auf Münsterschwarzach hin, mit dem Juliana 789/794 in Verbindung gebracht werden kann.
Zuvor war das Kloster bereits von den Mattonen an das karolingische Herrscherhaus übergegangen. Wahrscheinlich übertrug Kaiserin Fastrada, die aus der Mattonen-Familie stammte ihren Besitz auf ihren Mann Karl den Großen, als sie ihn 783 heiratete. Eventuell nahm man die Besitzübertragung auch erst 788 vor. Damals weilte Karl der Große in Würzburg, um die Translatio der Gebeine des heiligen Kilian und seiner Begleiter vorzunehmen. Im Jahr 793 wurde vielleicht im Beisein Karls des Großen die Klosterkirche eingeweiht. → siehe auch: Klosterkirche (Münsterschwarzach, karolingischer Vorgängerbau)
Erstmals urkundlich tauchte das Frauenkloster zwischen 813 und 819 in der Notitia des Benedikt von Aniane auf. Die Liste stellte die unterschiedlichen Reichsklöster zusammen, die von Kaiser Ludwig dem Frommen zur Privilegierung vorgeschlagen werden sollten. Hier erscheint das „Monasterium Suarizaha“, das eine freie Äbtissinnenwahl und Zugeständnisse bei den Abgaben und militärischen Leistungen erhalten sollte.
Dritte (Laien-)Äbtissin des nun kaiserlichen Klosters könnte Theodrada gewesen sein. Die Tochter Karls des Großen und der Fastrada war sowohl mit dem Herrscherhaus verbunden als auch mit den Mattonen verwandt. Sie erhielt 814 von ihrem Vater das Kloster Argenteuil an der Seine als nobilissima abbatissa (lateinisch für „vornehmste Äbtissin“). Allerdings verließ sie diesen Ort zwischen 828 und 842 in Richtung Münsterschwarzach, weil um Paris die Normannenzüge immer häufiger wurden.

### Karolingisches Reichskloster
Der Umzug Theodradas von Argenteuil nach Münsterschwarzach lässt einige Rückschlüsse auf die wirtschaftliche Verfasstheit der Abtei zu. Da Theodrada mit Münsterschwarzach entschädigt werden konnte, Argenteuil aber eines der reicheren Klöster des Frankenreiches war, muss dies auch auf die Frauenabtei Münsterschwarzach zutreffen. Die genauen Besitzungen der Abtei sind allerdings nicht bekannt und spätere Rückprojektionen des abteilichen Besitzes entlang des Maindreiecks sind wohl nur sehr ungenau.
Der weitere Umgang Theodradas mit ihrem Kloster in der Folgezeit ist Thema einer Forschungsdebatte. In einer Urkunde von 844 übertrug Theodrada ihre Abtei an den Bischof von Würzburg. Die ältere Literatur ging jedoch von einer vollständigen Übertragung aller Rechte aus, während die jüngere darauf verweist, dass das Frauenkloster nur zu Lehen an den Bischof ging und noch im kaiserlichen Besitz verblieb. Theodrada behielt sich außerdem ein Nießbrauchsrecht bis zu ihrem Tod vor.
Die Würzburger Bischöfe lösten ihre Ansprüche auf die Abtei nicht sofort ein und Theodrada änderte ihre Nutzungsbedingungen nach 844 neuerlich. Sie gab die Frauenabtei an Blutenda (Blittrud) weiter. Sie war die Tochter des vor 844 bereits verstorbenen Grafen Folkbert, der dem Volkfeldgau vorstand, in dem Münsterschwarzach lag. Wahrscheinlich war Blutenda eine Mattonin. Sie konnte jedenfalls bessere Argumente für den Besitz des Klosters geltend machen, als Hildegard, die Tochter Ludwig des Deutschen. Auch der Würzburger Bischof Gozbald setzte sich für Blutenda ein.
Letztmals erwähnt wurde Blutenda im Jahr 851. Vielleicht verstarb sie vor Theodrada, sodass diese neuerlich über die Führung ihrer Abtei verfügen musste. Vor ihrem Tod erhielt jetzt die zuvor ausgelassene Hildegard Münsterschwarzach. Sie tauchte allerdings lediglich in einer einzigen Urkunde Ludwig des Deutschen vom 27. März 857 auf. Damals übergab man Bertha, der jüngeren Schwester der Hildegard, das Kloster zum Nießbrauch, während Hildegard nach Zürich ins Fraumünster übersiedelte.
Bertha gilt als letzte Äbtissin von Kloster Münsterschwarzach. Mit ihrem Tod, ebenfalls im Fraumünster in Zürich am 26. März 877 übernahmen spätestens Benediktinermönche aus dem im Steigerwald gelegenen Kloster Megingaudshausen die vernachlässigten Klosterbaulichkeiten am Main und bauten die Kirche in der Folgezeit um. Nun wurde es endgültig zu einem Bischofskloster umgewandelt. Einen Hinweis auf das Frauenkloster geben allerdings die noch heute das Wappen von Münsterschwarzach prägenden, gekreuzten Abtsstäbe zweier Konvente.